# 기요하시촌
기요하시촌(幾世橋村)은 1953년까지 후쿠시마현 하마도리에 존재했던 촌이다. 1896년 이전에는 시네하군, 1896년 이후는 후타바군에 속했다. 현재의 나미에정 북동부에 해당한다.

## 역사
원래는 이즈미타촌(泉田村)이라고 불렀으나, 1710년에 기타하라 고텐(北原御殿)에 은거하고 있던 나카무라(中村藩) 5대 번주 소마 마사윤(相馬昌胤)이 와카(和歌)의 스승 나카인 미쓰모(中院通茂)로부터 선물 받은 '유적(遺蹟)도 있지만, 이케바시(幾世橋)라는 노래에 빗대어 '기요하시(幾世橋)'라는 촌으로 이름을 바꾼 것이다.
- 1889년 4월 1일 - 정촌제 시행과 함께 3촌이 합병해 신제의 시네하군 기요하시촌이 성립하였다.
- 1896년 4월 1일 - 시네하군과 나라하군이 합병해 후타바군이 성립하여, 동일 후타바군 기요하시촌이 폐지되었다.
- 1953년 10월 10일 - 나미에정, 우케도촌과 합병해, 새로운 나미에정이 되었다.

## 행정
- 역대촌장

| 대 | 성명       | 취임                       | 퇴임                       | 비고 |
| -- | ---------- | -------------------------- | -------------------------- | ---- |
| 1  | 紺野芳綱   | 明治22年（1889年）7月6日   | 明治26年（1893年）7月5日   |      |
| 2  | 渡辺長綱   | 明治26年（1893年）7月6日   | 明治42年（1909年）7月5日   |      |
| 3  | 志賀孝蔵   | 明治42年（1909年）7月22日  | 大正2年（1913年）7月21日   |      |
| 4  | 佐藤清蔵   | 大正2年（1913年）8月28日   | 大正8年（1919年）8月30日   |      |
| 5  | 紺野芳綱   | 大正8年（1919年）10月30日  | 大正11年（1922年）1月18日  | 재임 |
| 6  | 高木久五郎 | 大正11年（1912年）12月27日 | 昭和元年（1926年）12月28日 |      |
| 7  | 志賀一郎   | 昭和2年（1927年）5月18日   | 昭和21年（1946年）11月29日 |      |
| 8  | 坂本亀治   | 昭和22年（1947年）4月5日   | 昭和26年（1951年）4月5日   |      |
| 9  | 横山仁作   | 昭和26年（1951年）4月23日  | 昭和28年（1953年）10月9日  |      |

## 참고문헌
- 『浪江町史』（福島県双葉郡浪江町、1974）
- 『浪江町近代百年史』第一集（浪江町郷土史研究会、1984）